# Federico Andahazi

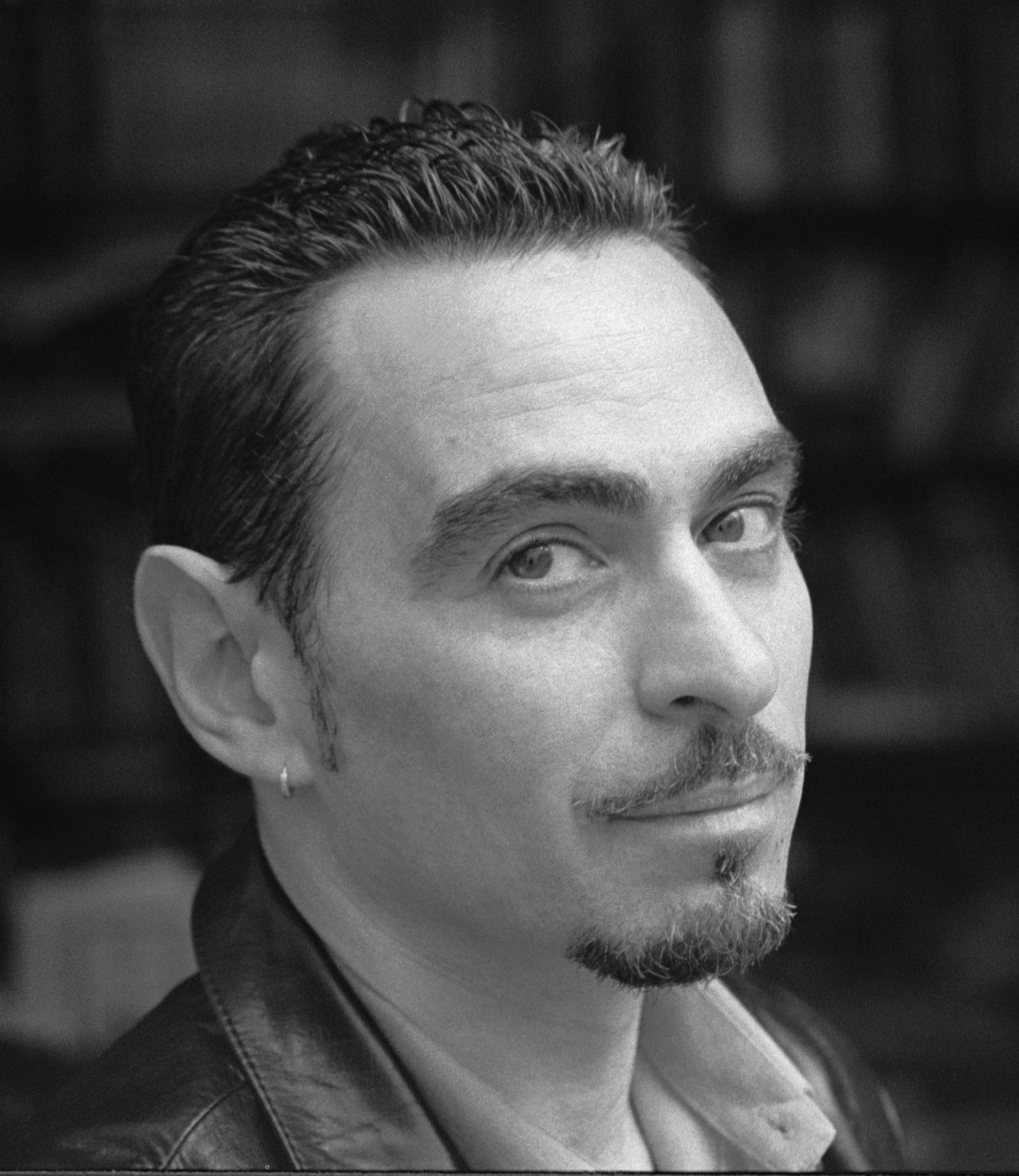
Federico Andahazi.

Federico Andahazi (n. 6 iunie, 1963) este un scriitor argentinian.

## Opera
Romane
- 1997: El anatomista[1]
- 1998: Las piadosas
- 2000: El príncipe
- 2002: El secreto de los flamencos
- 2004: Errante en la sombra
- 2005: La ciudad de los herejes
- 2006: El conquistador
- 2012: El libro de los placeres prohibidos
- 2015: Los amantes bajo el Danubio

Nuvele
- 1998: El árbol de las tentaciones
- 2009: El oficio de los Santos

Alte publicații
- 2008: Pecar como Dios manda. Historia sexual de los argentinos
- 2009: Argentina con pecado concebida. Historia sexual de los argentinos II
- 2010: Pecadores y pecadoras. Historia sexual de los argentinos III
- 2017: El equilibrista